# Pliosaurus
A Pliosaurus nem az uszonyos őshüllők egyik fejlett csoportjához tartozik, elsőként leírt példánya alapján a rendszertani család típusneme. A Pliosaurus rokonsági körre a hatalmas fej, hosszú és lapos uszonylábak jellemzők. Szinte mindegyikük a saját kora csúcsragadozójának számított. A legnagyobb faj, a Pliosaurus macromerus hossza 12,7 méter, a tömege pedig 19,2 tonna lehetett.
A Pliosaurus nem összetétele és pontos elhatárolása a család többi tagjától még mindig problémás. A Liopleurodon genus fajait néha teljesen a Pliosaurushoz sorolják, így a P. ferox faj neve vagy Pliosaurus (Liopleurodon) ferox, vagy Liopleurodon (Pliosaurus) ferox.

## Fajok
- P. brachydeirus (Owen, 1841)
- P. brachyspondylus (Owen, 1839)
- P. carpenteri Roger Benson|Benson et al., 2013
- P. funkei Knutsen et al., 2012
- P. kevani Benson et al., 2013
- P. macromerus (Philips, 1871)
- P. portentificus Noè et al., 2004
- P. rossicus Novozhilov, 1948
- P. westburyensis Benson et al., 2013